# Episodi di The Main Chance (quarta stagione)
La quarta stagione della serie televisiva The Main Chance, composta da 13 episodi, è stata trasmessa nel Regno Unito sulla ITV dal 18 aprile al 18 luglio 1975.
In Italia, la serie è tuttora inedita.
| nº | Titolo originale        | Titolo italiano | Prima TV originale | Prima TV Italia |
| -- | ----------------------- | --------------- | ------------------ | --------------- |
| 1  | Process                 |                 | 18 aprile 1975     |                 |
| 2  | World of Silence        |                 | 25 aprile 1975     |                 |
| 3  | Rule of Law             |                 | 2 maggio 1975      |                 |
| 4  | Payment by Result       |                 | 9 maggio 1975      |                 |
| 5  | Survival                |                 | 16 maggio 1975     |                 |
| 6  | No Names                |                 | 23 maggio 1975     |                 |
| 7  | It Couldn't Happen Here |                 | 30 maggio 1975     |                 |
| 8  | Killing                 |                 | 6 giugno 1975      |                 |
| 9  | By the Book             |                 | 20 giugno 1975     |                 |
| 10 | When There's No Law     |                 | 27 giugno 1975     |                 |
| 11 | War of the Tiger        |                 | 4 luglio 1975      |                 |
| 12 | We're the Bosses Now    |                 | 11 luglio 1975     |                 |
| 13 | Coroner's Verdict       |                 | 18 luglio 1975     |                 |